# Wachskrustenverwandte
Die Wachskrustenverwandten (Sebacinaceae) sind eine von zwei Familien der Ordnung der Wachskrustenartigen (Sebacinales) und gehören zur Klasse der Agaricomycetes. Die Familie enthält 7 Gattungen (Stand 2014). Die weltweit verbreiteten Spezies sind bodenlebend und bilden zumeist nur unauffällige Fruchtkörper.

## Merkmale
Obwohl die Sebacinales nur einfache morphologische Baupläne haben, zeichnen sie sich durch eine von keiner anderen Pilzordnung übertroffenen Vielfalt aus. Die Arten, die Fruchtkörper ausbilden, haben längsgeteilte Basidien und ungeteilte Porenkappen (Parenthosome im Doliporus). Im Unterschied zu den früher in dieselbe Familie gestellten Serendipitaceae (früher als Gruppe B innerhalb der Sebacinales bezeichnet) besitzen sie auf der 5,8s rRNA die Gensequenz GTATGCYYGT und die 28s Sequenzen  CTTGRCCTCAAMTCGRGTA und AAACRCTT.

## Verbreitung
Die Gattungen und Arten sind weltweit verbreitet. Die Pilze sind so universell verbreitet, dass kein geografisches Verteilungsmuster zu erkennen ist.

## Ökologie
Die Pilze leben im Boden und sind ökologisch extrem vielfältig. So können sie verschiedene Mykorrhizatypen ausbilden: Bekannt sind Ektomykorrhiza, Orchideenmykorrhiza (zum Beispiel mit der Vogel-Nestwurz), ericoide Mycorrhiza und sogar jungermannioide Mykorrhiza. Das Wirtsspektrum ist sehr breit, gefunden wurden die Pilze bisher in 56 Pflanzenfamilien, darunter Moosen, Farnen und Samenpflanzen. Durch das Vorkommen in landwirtschaftlich bedeutenden Arten wie Mais oder Weizen wird der Einsatz von Sebacinales zur Wachstumsförderung und Schädlingskontrolle bei Kulturpflanzen diskutiert.

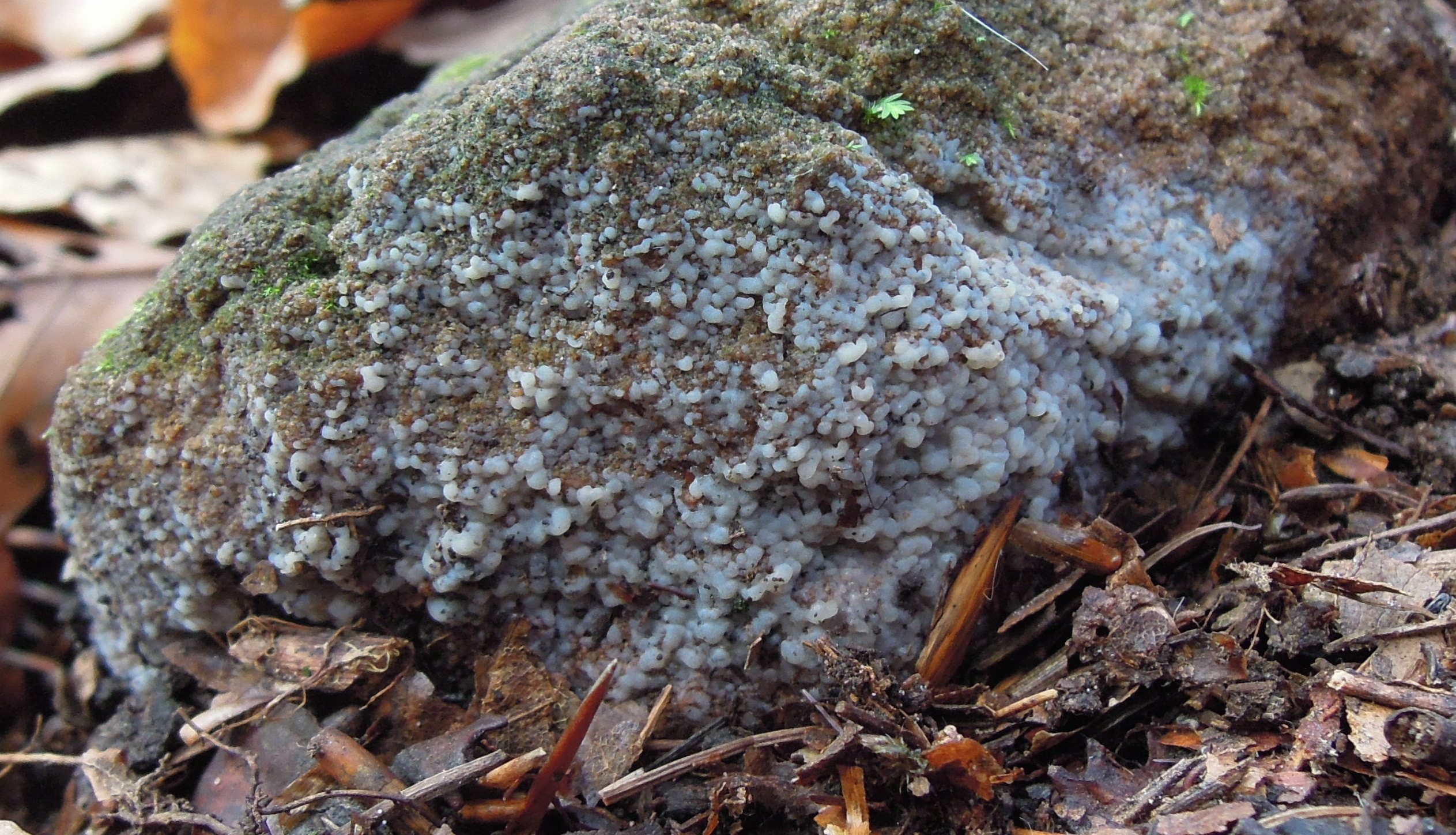
Fruchtkörper der Opalfarbenen Wachskruste

## Systematik
Der Mykologe Robert Bandoni untersuchte die Ultrastruktur der Septen der Sebacinales mittels Transmissionselektronenmikroskop und stellte die Familie aufgrund desselben Doliporus in die Verwandtschaft der Ordnung der Ohrlappenpilzartigen (Auriculariales). Molekulargenetische Analysen bestätigten dies jedoch nicht – die Ordnung Sebacinales ist klar eigenständig. Vermutlich bilden sie zu den Erdsternen eine Schwestergruppe. Neben der Einteilung der Sebacinales in Gruppe A (nun Sebacinaceae) und Gruppe B (nun Serendipitaceae) ist die Systematik innerhalb der Ordnung derzeit weitgehend unklar. So sind die Gattungen Efibulobasidium, Sebacina und Tremellodendron nicht monophyletisch. Zuletzt wurde gezeigt, dass die Arten Sebacina epigaea und Sebacina incrustans nicht monophyletisch sind und kryptische Arten darstellen.
Die Sebacinales bestanden lange nur aus einer Familie, sind aber inzwischen in zwei Familien aufgeteilt. So bildet die frühere Gruppe A die Familie der Sebacinaceae, die Gruppe B die Familie der Serendipitaceae. Die Sebacinaceae bestehen daher aus folgenden Gattungen:
- Chaetospermum
- Craterocolla (Kraterpilze)
- Globulisebacina
- Helvellosebacina
- Paulisebacina mit der einzigen Art Paulisebacina allantoidea
- Sebacina (Wachskrusten)
  - Sebacina dimitica
  - Sebacina epigaea (Opalfarbene Wachskruste)
  - Sebacina incrustans (Erd-Wachskruste)
- Tremelloscypha